# 格博尔茨基兴
格博尔茨基兴是奥地利上奥地利州格里斯基尔兴县的一个市镇。总面积17.3平方公里，总人口1390人，人口密度80.3人/平方公里（2005年）。